# NGC 1493
NGC 1493 este o galaxie spirală situată în constelația Orologiul. A fost descoperită în 2 septembrie 1826 de către James Dunlop. Se află la o distanță de 13,62 megaparseci de Pământ.